# St. Ägidius (Harenzhofen)

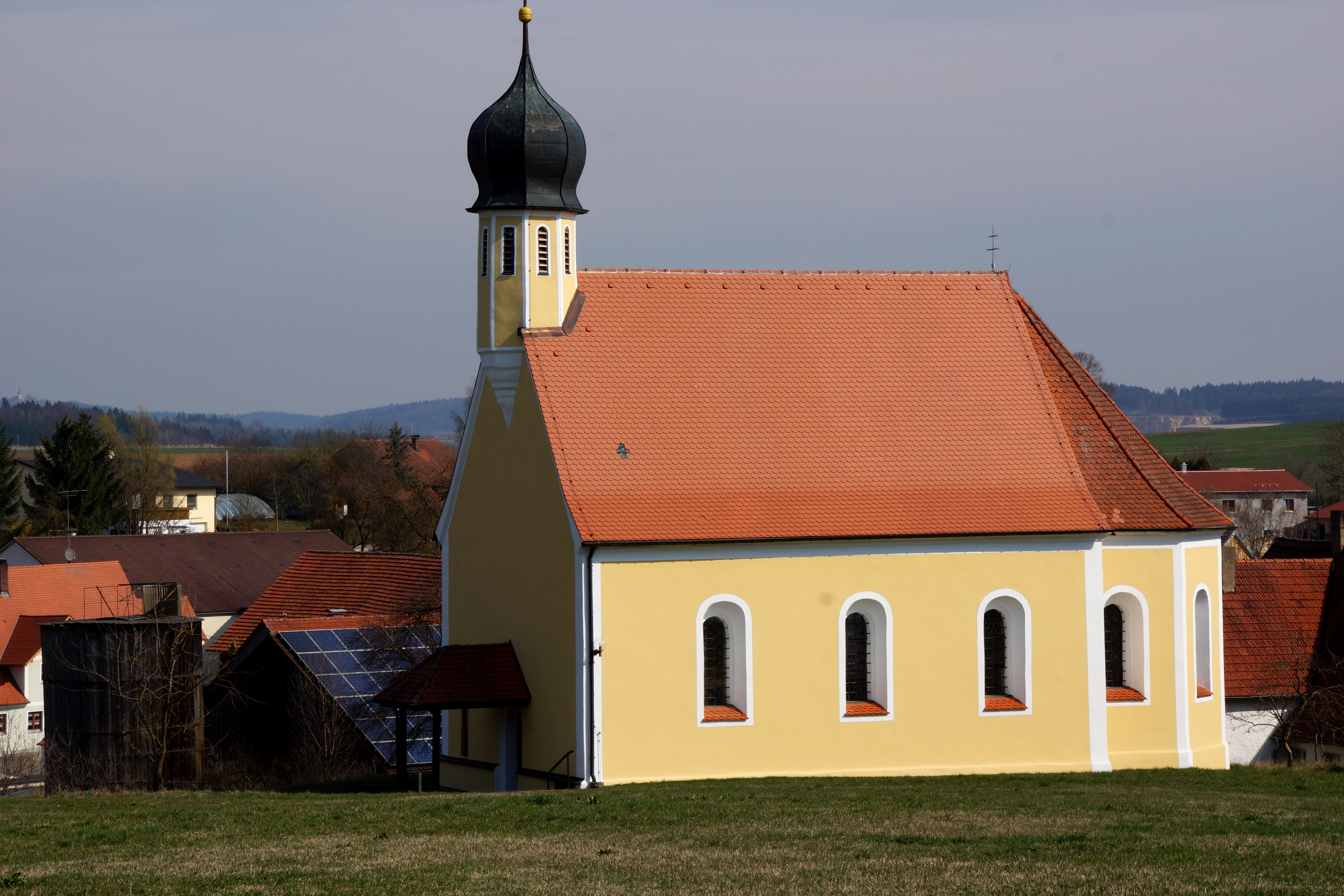
St. Ägidius (Harenzhofen)

Die römisch-katholische, denkmalgeschützte Filialkirche St. Ägidius steht in Harenzhofen, einem Gemeindeteil der Stadt Velburg im Landkreis Neumarkt in der Oberpfalz. Die Kirche gehört zur Pfarrei Mariä Verkündigung (Günching) im Pfarrverband Velburg im Dekanat Habsberg des Bistums Eichstätt. Das Bauwerk ist unter der Denkmalnummer D-3-73-167-62 als Baudenkmal in die Bayerische Denkmalliste eingetragen.

## Beschreibung
Die Saalkirche wurde 1693 unter Einbeziehung mittelalterlicher Bausubstanz errichtet und 1763 verändert. Sie besteht aus einem Langhaus, dessen Satteldach mit Biberschwänzen bedeckt ist, und einem eingezogenen, dreiseitig geschlossenen Chor. Über dem Giebel im Westen erhebt sich ein achteckiger Dachreiter, der den Glockenstuhl beherbergt, und der mit einer Zwiebelhaube bedeckt ist. 
Der Innenraum des Langhauses ist mit einem Stichkappengewölbe überspannt, das auf Wandpfeilern sitzt. Zur Kirchenausstattung gehören drei Altäre. Ein Altarretabel wurde 1710 von Hans Georg Asam gestaltet. Das Altarretabel des Hochaltars zeigt den heiligen Ägidius. Seitlich des Hochaltars stehen Statuen des heiligen Wendelin und des heiligen Leonhard. Die Kreuzwegstationen sind in geschnitzten Bilderrahmen untergebracht.